# Helene Rønningen
Helene Rønningen (* 4. September 1998) ist eine norwegische Leichtathletin, die sich auf den Sprint spezialisiert hat.

## Sportliche Laufbahn
Erste internationale Erfahrungen sammelte Helene Rønningen bei den U20-Weltmeisterschaften 2014 in Eugene, bei denen sie über 100 Meter in der ersten Runde ausschied. 2015 nahm sie an den U18-Weltmeisterschaften in Cali teil und erreichte das Halbfinale über 100 Meter und schied über 200 Meter in der Vorrunde aus. 2016 erfolgte die Teilnahme an den U20-Weltmeisterschaften im polnischen Bydgoszcz und erreichte dort jeweils das Halbfinale über 100 und 200 Meter. Mit der norwegischen 4-mal-100-Meter-Staffel nahm sie auch an den Europameisterschaften in Amsterdam teil, konnte ihren Lauf dort aber nicht beenden. 2017 qualifizierte sie sich für die Halleneuropameisterschaften in Belgrad und erreichte dort das Halbfinale über 60 Meter. Bei den U20-Europameisterschaften in Grosseto belegte sie jeweils den achten Rang über 100 und 200 Meter und schied mit der norwegischen Staffel im Vorlauf aus. Im Jahr darauf kam sie bei den Europameisterschaften in Berlin mit 10,53 s und 23,96 s jeweils nicht über die erste Runde über 100 und 200 Meter hinaus und 2019 schied sie bei den Halleneuropameisterschaften in Glasgow mit 7,41 s im Vorlauf über 60 Meter aus. Im Juli gelangte sie bei den U23-Europameisterschaften in Gävle bis ins Halbfinale über 100 und 200 Meter und schied dort mit 11,93 s und 24,37 s aus. Zudem verpasste sie mit der 4-mal-100-Meter-Staffel mit 45,04 s den Finaleinzug. 2023 wurde sie bei der 1. Liga der Team-Europameisterschaft im Rahmen der Europaspiele in Chorzów mit 11,51 s Fünfte im B-Lauf über 100 Meter und wurde mit der 4-mal-100-Meter-Staffel disqualifiziert. Im Jahr darauf schied sie bei den Hallenweltmeisterschaften in Glasgow mit 7,26 s in der ersten Runde über 60 Meter aus.
In den Jahren 2016 und 2017 wurde Rønningen norwegische Meisterin im 200-Meter-Lauf sowie 2017 und 2020 über 100 Meter. In der Halle wurde sie von 2016 bis 2018 und 2024 Meisterin über 200 Meter sowie von 2017 bis 2019 und von 2022 bis 2024 im 60-Meter-Lauf.

## Persönliche Bestzeiten
- 100 Meter: 11,4638 s (+0,7 m/s), 7. Juni 2023 in Kopenhagen
  - 60 Meter (Halle): 7,26 s, 2. März 2024 in Glasgow
- 200 Meter: 23,27 s (+1,2 m/s), 7. Juni 2018 in Oslo
  - 200 Meter (Halle): 23,41 s, 4. Februar 2018 in Bærum